# Frede Skaarup
Frede Skaarup (11. oktober 1881 i Glumsø – 2. januar 1942 i Gentofte) var en dansk filmmand, revy- og teaterdirektør. Han var en central skikkelse i underholdningsbranchen i de første årtier af 1900-tallet.
Skaarup etablerede en beskeden købmandsforretning i Ringkøbing i 1902, men forretningen gik ringe og måtte lukke. Siden kom han til Århus, hvor han kom på rette spor. Her blev Skaarups interesse for den nye opfindelse, filmen, vakt gennem mødet med en fotograf. Sammen oprettede de filmudlejningsselskabet A/S Fotorama, hvor Skaarup stod for udlejning af film til de mange nye biografteatre, der skød op, og efterhånden selv begyndte at producere spillefilm, bl.a. Den hvide slavehandel (1910) med Alfred Cohn som instruktør. Filmen blev en succes, også i udlandet, og efter endnu end succes med og Asta Nielsen-filmen Den sorte Drøm (1911) blev Skaarup headhuntet til at blive direktør på Nordisk Film i 1911. Imidlertid overtog han året efter Scala (indtil 1918 med Emil Wulff som meddirektør), som han forvandlede fra et sted, der havde set bedre tider under Hellig-Hansen, til et af Københavns førende forlystelsescentre; et operette- og revyteater med overdådige forestillinger, der kunne måle sig med de største shows i udlandet, og hvor Liva Weel, Carl Alstrup og Amelie Kirkegaard var nogle af de nye trækplastre. Debuten var revyen Den Traadløse. I 1917 ombyggede han teatret for store summer og åbnede 1920 Det lille Teater som en del af Scala sammen med Stockholm-direktøren Albert Ranft. Dens
levetid blev dog kun et par sæsoner (Kiki og Flamme).
På højden af sin succes erhvervede Skaarup også Dagmarteatret og kabaretten Edderkoppen, byggede Hotel Regina i Aarhus, ejede Paladsteatret og havde andel i Casino Teatret.
Han tilbød i 1918 ledelsen af Dagmarteatret til Karl Mantzius, men da denne afslog tilbuddet, finansierede han 1919-23 driften med Thorkild Roose som direktør. Den vigtigste indsats i disse sæsoner var gæstespillet af det russiske kunstnerteater fra Moskva. På Casino var det Skaarups fortjeneste, at gæstespillet af Max Reinhardts personale blev gennemført, og at mesteren selv satte Orfeus i Underverdenen i scene (marts 1921).
Skaarup var dristig i sine dispositioner, hvilket gjorde ham afhængig af de gode konjunkturer under 1. verdenskrig. Nedgangstiden i 1920'erne ramte hans virksomhed markant. Han oprettede i 1926 Frede Skaarup Film, men hans udgifter løb løbsk, og han trak sig ud i 1927 med tab af sin formue. I stedet blev han meddirektør for Nørrebros Teater i tiden 1928-31, hvor han bl.a. satte den første PH-revy op (1929), men vendte i 1930 tilbage til Scala med revyen Punktum-Finale, der som titlen siger afsluttede årene med de mange revysuccesser. Dernæst blev han impresario i stor stil i firmaet Polyfoto med kontor i Frederiksberggade, der formidlede koncerter af berømte udenlandske kunstnere. Han ernærede sig desuden som filmudlejer og biografdirektør, bl.a. havde han 1937-42 biografbevilling til Standard Bio i København.
Frede Skaarup blev gift 27. december 1906 i Ringkøbing med Ingrid Marie Pedersen Noes (10. december 1885 – 3. marts 1973), men det endte i skilsmisse. Han giftede sig anden gang den 1. maj 1920 på Frederiksberg med skuespillerinden Hertha Skaarup (Hertha Antonia Elnen) (7. juni 1878 – 24. juli 1961). Hun var søster til Thyra Valborg Elnen, gift med Georg Nygaard.

.
Han er begravet på Frederiksberg Ældre Kirkegård. Skaarups søn Ole Skaarup blev jazzmusiker.
Der findes en tegning af Skaarup af Sven Brasch i Teatermuseet og en tuschtegning af Herluf Jensenius.